# توماس گراهام
توماس گراهام (به انگلیسی: Thomas Graham) شیمیدان اسکاتلندی (۲۱ دسامبر ۱۸۰۵–۱۶ سپتامبر ۱۸۶۹) که در قرن نوزدهم می‌زیست و به خاطر تلاش‌های فراوان و پیشگام بودن در دیالیز از او یاد می‌شود.

## زندگی و کار
گراهام در گلاسکو اسکاتلند متولد شد. پدر گراهام تولیدکننده نساجی بود و قصد داشت تا پسرش را به کلیسای اسکاتلند وارد کند. با تمام آرزوهایی که پدر برای پسرش داشت، توماس به در سال ۱۸۱۹ به دانشگاه گلاسکو وارد شد. او دریافت که به به شیمی علاقه فراوانی دارد. پس از دریافت مدرک کارشناسی ارشد در سال ۱۸۶۲ دانشگاه را ترک کرد. گراهام آزمایشگر برجسته و معلم بدی بود که اکنون پدر شیمی کلوئیدها نام گرفته‌است.
او به عنوان استاد شیمی در کالج‌های مختلف از جمله کالج سلطنتی علوم و فناوری دانشگاه لندن مشغول به تدریس شد. وی همچنین پس از تأسیس انجمن شیمی در لندن به سال ۱۸۴۱، به عنوان عضو خارجی از آکادمی علوم سلطنتی سوئد انتخاب شد
گراهام همچنین تأسیس انجمن شیمی در سال ۱۸۴۱ از لندن. در سال ۱۸۶۶، او را به عنوان عضو خارجی از آکادمی علوم سلطنتی سوئد انتخاب شد.

## فعالیت‌های علمی
شهرت توماس گراهام از دو جهت است:
1. مطالعات وی بر روی نفوذ مولکولی گازها که منجر به ارائه «قانون گراهام» شد، که بیان می‌کند آهنگ نفوذ مولکولی یک گاز با معکوس ریشه دوم جرم مولکولی آن متناسب است.
2. مطالعات وی بر روی پدیده دیالیز که در بسیاری از تجهیزات پزشکی امروزی کاربرد دارد،نتیجه مطالعه گراهام بر روی کلوییدها بود. گراهام در خلال پژوهش‌هایی که در این زمینه انجام داد، دستگاه دیالیزی ساخت که برای جداسازی اجزای کریستالی از کلوییدها کاربرد داشت. این دستگاه را به نوعی می‌توان نسل اول دستگاه‌های دیالیزی که امروزه در مراکز درمانی به کار می‌روند دانست. مطالعات گراهام در زمینه دیالیز باعث ایجاد شاخه‌ای جدید در علم شیمی به نام «شیمی کلوییدها» شد.

## افتخارات و فعالیت‌ها
- همکاری در انجمن سلطنتی(۱۸۳۶)
- اولین رئیس‌جمهور از جامعه شیمی لندن(۱۸۴۱)
- جایزه جکر از آکادمی علوم پاریس(۱۸۶۲)
- خانه توماس گراهام، مقر انجمن سلطتنتی شیمی در کمبریج انگلستان